# روهال أحمد
روهال أحمد (بالإنجليزية: Ruhal Ahmed)‏ (ولد في 11 مارس 1981) بريطاني  اُعتقل دون محاكمة لأكثر من عامين من قبل حكومة الولايات المتحدة، اعتقل في أفغانستان في عام 2001 ثم نقل إلى في  معتقل غوانتانامو في كوبا. وكان رقم الاعتقال المسلسل الخاص به 110. ثم نُقل إلى المملكة المتحدة في مارس 2004، حيث أطلق سراحه في اليوم التالي دون توجيه اتهامات.

## السفر والاحتجاز
في أكتوبر 2001 أسابيع بعد هجمات 11 سبتمبر 2001 في الولايات المتحدة، سافر روهال إلى باكستان لحضور حفل زفاف أحد أصدقائه. ثم ذهب إلى أفغانستان وتم إلقاء القبض عليه هناك عندما اندلعت الحرب مع الولايات المتحدة وحلفائها. وتم القبض عليه من قبل جنود من تحالف الشمال، وتم تسليمه للجيش الأمريكي، وظل محتجزًا هناك فترة ثم نقل إلى معتقل غوانتانامو.

## العودة إلى المملكة المتحدة
عاد إلى المملكة المتحدة في مارس 2004، وأفرج عنه في اليوم التالي دون توجيه اتهامات. وفي أغسطس 2004 أصدر تقريرًا بشأن الانتهاكات في السجون الأمريكية.